# Francisco Solano Antuña
Francisco Solano Antuña (Montevideo, Virreinato del Río de la Plata, 24 de julio de 1792 — 5 de octubre de 1858) fue un político uruguayo de destacada actuación en las primeras épocas de vida independiente del país.

## Biografía
Hijo de Manuel Antonio Antuña y del Monte y de María Joaquina García y García. Casado con Manuela Josefa Labandera Álvarez.
Fue Oficial de Secretaría y secretario del Cabildo de Montevideo bajo el primer gobierno patrio (1815-16), y luego en la época de la Provincia Cisplatina (1817-24); se incorporó a la Cruzada Libertadora en 1825.
Integró la Asamblea General Constituyente y Legislativa del Estado; su firma está estampada en la Constitución de 1830.
Tras estudiar leyes en Buenos Aires, donde se gradúa en 1834, se desempeña como fiscal general del Estado del gobierno de Manuel Oribe (1834-38), a quien acompaña después en el Gobierno del Cerrito.
Fue varias veces legislador, presidiendo el Senado en 1853.